# Ba Trinh
Ba Trinh là một xã thuộc huyện Kế Sách, tỉnh Sóc Trăng, Việt Nam.

## Địa lý
Xã Ba Trinh nằm ở phía tây bắc huyện Kế Sách, có vị trí địa lý:
- Phía đông giáp xã Trinh Phú
- Phía tây giáp tỉnh Hậu Giang
- Phía nam giáp xã Đại Hải và xã Kế An
- Phía bắc giáp xã Xuân Hòa.

Xã Ba Trinh có diện tích 31,85 km², dân số năm 2022 là 17.579 người, mật độ dân số đạt 551 người/km².

## Hành chính
Xã Ba Trinh được chia thành 7 ấp: 4, 5A, 5B, 6, 7, 8, 12.

## Lịch sử
Ngày 21 tháng 4 năm 1979, Hội đồng Chính phủ ban hành Quyết định số 174-CP về việc chia xã Trinh Phú trên cơ sở một phần của xã Ba Trinh.